# Batalla de Dezful
La batalla de Dezful fue una de las más grandes batallas de la guerra Irán-Irak, esta fue la primera gran ofensiva que lanzó Irak contra Irán. Iraq mando 3 regimientos blindados con 400 tanques el 5 de enero de 1981 a las 5 a. m. En Susangerd se encontraron los regimientos blindados de Irak e Irán lo que resultó con 50 tanques de Irak destruidos y 150 tanques de Irán destruidos.El ataque a Dezful comenzó la noche del 19 de marzo la batalla involucro a 100.000 soldados iraníes entre ellos 30.000
Pasdaran y voluntarios.El ejército iraquí perdió en esta batalla, 700 vehículos blindados, 10.000 soldados, 25.000 heridos y 15.000 fueron hechos prisioneros.